# إيلين هاتشينز
إيلين هاتشينز (بالإنجليزية: Ellen Hutchins)‏ هي عالمة طحالب ‏ وعالمة نبات أيرلندية، ولدت في 17 مارس 1785 في Ballylickey House ‏ في جمهورية أيرلندا، وتوفيت في 9 فبراير 1815 في مقاطعة كورك في جمهورية أيرلندا.

## وصلات خارجية
- الموقع الرسمي